# Línea B3 (AUVASA)
La línea B3 de AUVASA es una línea nocturna de autobús de Valladolid. Une los barrios de Parquesol y Las Flores con el centro de la ciudad a través de los barrios de Villa de Prado, Huerta del Rey y Pajarillos. Circula en viernes, sábados y vísperas de festivos y la realizan autobuses articulados debido a su gran demanda.

## Frecuencias
| DÍA                           | LUGAR DE SALIDA     | PRIMER SERVICIO | ÚLTIMO SERVICIO | FRECUENCIA |
| ----------------------------- | ------------------- | --------------- | --------------- | ---------- |
| Viernes y vísperas de festivo | PARQUESOL           | 23:30           | 2:30            | 60 min.    |
| Viernes y vísperas de festivo | PLAZA FUENTE DORADA | 0:00            | 3:00            | 60 min.    |
| Viernes y vísperas de festivo | LAS FLORES          | 23:30           | 2:30            | 60 min.    |
| Viernes y vísperas de festivo | DOCTRINOS, 12       | 0:00            | 3:00            | 60 min.    |

## Paradas
| Desde Parquesol                                           | Desde Las Flores                                        |
| --------------------------------------------------------- | ------------------------------------------------------- |
| C/ Eusebio González Suárez fte. Federico Landrove Moiño   | C/ Azucena 18 esq. Dalia                                |
| C/ José Garrote Tebar 4 esq. Amadeo Arias                 | C/ Azalea esq. Flor de Acebo                            |
| C/ José Garrote Tebar 20 esq. Manuel Silvela              | C/ Santa María de la Cabeza 37                          |
| C/ Manuel Azaña 37                                        | C/ Santa María de la Cabeza 9                           |
| C/ Manuel Azaña esq. Juan García Hortelano                | C/ Villabáñez 19 igl. San Ignacio de Loyola             |
| C/ Hernando de Acuña esq. Manuel Azaña                    | Pza. Vadillos 7 esq. Palacio Valdés                     |
| C/ Hernando de Acuña 45Bis                                | Pº del Cauce Centro Salud Pilarica                      |
| C/ Hernando de Acuña 13 esq. Manuel Silvela               | Pº del Cauce Ing. Industriales                          |
| C/ Hernando de Acuña 1 esq. Mateo Seoane Sobral           | Pº Prado de La Magdalena 18 Filosofía y Letras          |
| C/ Adolfo Miaja de la Muela 1A Hosp. Psiquiátrico         | C/ Madre de Dios 15                                     |
| C/ Adolfo Miaja de la Muela fte. Padre Llanos             | C/ Real de Burgos 3 fte. igl. San Pedro Apóstol         |
| C/ Mº S. Lorenzo de El Escorial fte. C. C. Miguel Delibes | C/ Alamillos 11                                         |
| C/ Mº de Yuste fte. 28 esq. Mº San Lorenzo de El Escorial | Pza. San Juan                                           |
| C/ Mº Sº Domingo de Silos 3                               | C/ Fidel Recio 1 esq. Alonso Pesquera                   |
| C/ Joaquín Velasco Martín 17 Col. María de Molina         | C/ Santuario 5 esq. López Gómez                         |
| C/ Joaquín Velasco Martín 9 Polid. Huerta del Rey         | Pza. España Bola del Mundo                              |
| C/ Joaquín Velasco Martín 3 Col. La Inmaculada            | C/ Doctrinos 12 esq. María de Molina                    |
| C/ Joaquín Velasco Martín 1 esq. Gloria Fuertes           | Avda. Miguel Ángel Blanco 2 fte. Pza. del Milenio       |
| Pza. Poniente fte. Jorge Guillén                          | C/ Joaquín Velasco Martín 20 esq. Francesco Scrimieri   |
| Pza. Fuente Dorada                                        | C/ Joaquín Velasco Martín 54 fte. Polid. Huerta del Rey |
| C/ Fray Luis de León 14 esq. López Gómez                  | C/ Joaquín Velasco Martín 108 fte. Col. María de Molina |
| Pza. Col. Santa Cruz 9                                    | C/ Mº Sº Domingo de Silos 8                             |
| C/ Colón 14                                               | C/ Mº de Yuste 28 fte. Mº San Lorenzo de El Escorial    |
| Pº Prado de La Magdalena 6 fte. Res. Alfonso VIII         | C/ Mº S. Lorenzo de El Escorial C. C. Miguel Delibes    |
| Pº del Cauce fte. Ing. Industriales                       | C/ Adolfo Miaja de la Muela esq. Padre Llanos           |
| Pº del Cauce fte. Centro Salud Pilarica                   | C/ Hernando de Acuña parc. 21 esq. Juan de Valladolid   |
| Pza. Vadillos fte. 5                                      | C/ Hernando de Acuña 18 esq. Manuel Silvela             |
| C/ Cigüeña 41 esq. Villabáñez                             | C/ Hernando de Acuña 42                                 |
| C/ Tórtola esq. Cigüeña                                   | C/ Hernando de Acuña esq. Padre Llanos                  |
| C/ Santa María de la Cabeza fte. 9                        | C/ Manuel Azaña 24 fte. Juan García Hortelano           |
| C/ Santa María de la Cabeza fte. 39                       | C/ Manuel Azaña 56                                      |
| C/ Azalea esq. Alhelí                                     | C/ Federico Landrove Moiño 11                           |
| C/ Azucena 18 esq. Dalia                                  | C/ Eusebio González Suárez fte. Federico Landrove Moiño |